# Stéphanie Ruphy
Pour les articles homonymes, voir Ruphy.
Stéphanie Ruphy, née le 11 novembre 1968, est une astrophysicienne et philosophe des sciences française et ancienne présidente de la Société de philosophie des sciences. Elle est spécialiste des questions de politiques de la recherche. Depuis avril 2021 elle est la directrice de l'OFIS, Office français pour l'intégrité scientifique. Elle est directrice scientifique de la chaire Espace à l'Ecole normale supérieure.

## Biographie
Stéphanie Ruphy est née en 1968. Après des études à l’École nationale supérieure d'ingénieurs en construction aéronautique, elle obtient en 1996 un doctorat en astrophysique de l'Observatoire de Paris/Sorbonne Université sur une « Contribution à l’étude de la distribution spatiale des étoiles du disque de la galaxie a l'aide des données denis » puis un doctorat en philosophie de l'université Columbia,.
De 2004 à 2012, elle est professeure associée à l'Université de Provence. Puis, de 2012 à 2016, elle est professeure à l’Université Grenoble-Alpes. En 2017, elle rejoint l'Université Jean-Moulin-Lyon III, où elle occupe la direction scientifique de la plateforme de Responsabilité sociale et environnementale, éthique de la recherche, intégrité scientifique de l'Université de 2019 à 2020. Depuis 2020, elle est professeure de philosophie et sciences contemporaines à l’École normale supérieure (Paris).

## Travaux
Elle s'intéresse aux politiques de la recherche et la manière de faire de la recherche,.

## Prise de position
En tant que directrice de l'Office français de l'intégrité scientifique, dans le contexte du COVID 19, elle estime que les questions d'intégrité scientifique ne s'arrêtent pas à la porte des laboratoires et concernent aussi la prise de parole des chercheuses et chercheurs dans l'espace public,.
Concernant le serment d'intégrité scientifique, que tous les docteurs prononcent depuis 2023 à l'issue de leur soutenance de thèse, elle met en avant son caractère opposable,,.

## Distinctions
- Chevalier de l'ordre des Palmes académiques, promotion 2020[15].
- Membre de The Academia Europaea et de The European Academy of Sciences[7].
- (2015 à 2018) Présidente de la Société de philosophie des sciences (SPS)[7].

## Publications
- Stéphanie Ruphy, Pluralismes scientifiques : enjeux épistémiques et métaphysiques, 2013 (ISBN 978-2-7056-8673-4 et 2-7056-8673-8, OCLC 852242214, lire en ligne)
- (en) Stéphanie Ruphy, Scientific pluralism reconsidered : a new approach to the (dis)unity of science, University of Pittsburgh Press, 2016 (ISBN 978-0-8229-8153-4 et 0-8229-8153-X, OCLC 974566265, lire en ligne)

## Notices et liens externes
- Site officiel
- Ressources relatives à la recherche :   - Academia Europaea
  - Cairn
  - Canal-U
  - ORCID
- Notices d'autorité :   - VIAF
  - ISNI
  - BnF (données)
  - IdRef
  - LCCN
  - GND
  - Israël
  - WorldCat
- Anne-Lise Assada, « Une seule science ? À propos de : Stéphanie Ruphy, Scientific Pluralism Reconsidered : A new Approach to the (Dis)unity of Science, Pittsburgh UP », La Vie des idées,‎ 15 février 2018 (lire en ligne, consulté le 3 octobre 2022)